# マーシー・アベニュー駅
マーシー・アベニュー駅（Marcy Avenue）はブルックリン区ウィリアムズバーグのマーシー・アベニューとブロードウェイ交差点に位置するニューヨーク市地下鉄BMTジャマイカ線の駅である。J系統が終日、M系統が深夜帯以外、Z系統がラッシュ時混雑方向に停車する。

## 歴史

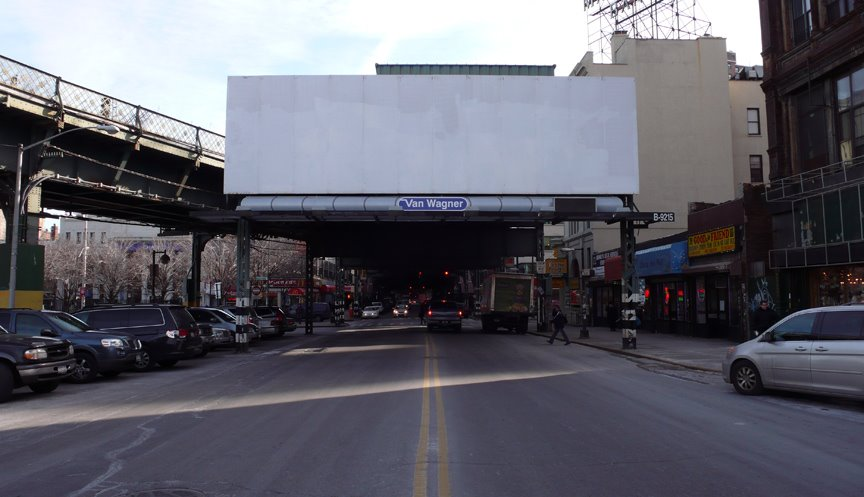
ブロードウェイ・フェリー方面の線路跡

駅は1888年6月25日にニューヨーク市初の高架路線であるブルックリン高架線の一部としてブロードウェイ・フェリーターミナルからカナーシーへ向かう路線の途中に開業した。その後1908年にウィリアムズバーグ橋を通ってマンハッタン区への乗り入れを開始した。1913年にBMTナッソー・ストリート線がチェンバーズ・ストリート駅まで開通した。この路線は翌1914年にマートル・アベニュー線方面に接続した。その後、デュアル・コントラクト期に線路の容量が増強され、中央に線路を敷設した。
1954年には駅の拡張を行った。
2015-2019年投資計画の一環で階段、改札および東行ホーム西端の拡張を行う予定である。工事は2023年末または2024年初頭に完了を見込んでいる。

## 駅構造
| P ホーム階 | 相対式ホーム、右側のドアが開く | 相対式ホーム、右側のドアが開く |
| P ホーム階 | 西行線                         | ← ブロード・ストリート駅行き（エセックス・ストリート駅） ← 平日：フォレスト・ヒルズ-71番街駅行き（エセックス・ストリート駅） ← 休日：エセックス・ストリート駅行き（終点）                                                |
| P ホーム階 | 引上線                         | ← 定期列車運行なし |
| P ホーム階 | 東行線                         | → ジャマイカ・センター-パーソンズ/アーチャー駅行き（平日午後：マートル・アベニュー駅、その他時間帯：ヒューズ・ストリート駅）→ 深夜帯以外：ミドル・ヴィレッジ-メトロポリタン・アベニュー駅行き（ヒューズ・ストリート駅）→ |
| P ホーム階 | 相対式ホーム、右側のドアが開く | |
| G          | 地上階                         | 出入口 (マーシー・アベニューとブロードウェイ交差点南西角と北西角にエレベーター) |

相対式ホーム2面3線の高架駅である。1962年以降中央線は引上線となり、定期列車の使用はない。この線路は駅西側の車止めで終わっている。ホームには緑の支柱に赤い屋根があり、外壁もあるがこれらはホーム両端になくそこには黒いフェンスがあるのみである。
2005年にEllsworth AusbyによってA Space Odysseyと呼ばれるアートワークが設置された。ホーム外壁のステンドグラスで構成される。
駅の西で線路はウィリアムズバーグ橋を経由してマンハッタン区へ向かう。東側に転轍機があり平日日中のJ系統とZ系統は駅の東で急行線へ転線する。

### 出口
高架橋の高さが低いため改札はホーム階に位置し各ホームに2か所ずつ、合計4か所改札があり東西ホームで独立している。このため改札内でホーム間の行き来はできない（ジャマイカ線内唯一）。各ホーム中央の改札からはマーシー・アベニューとブロードウェイ交差点に通じる階段が2つずつ、エレベーターが1つずつ接続している（東行ホームは南側、西行ホームは北側）。西行ホームからの階段は同交差点の北西と北東に1つずつ通じ、エレベーターは北西に通じる。東行ホームからの階段は同交差点の南西と南東に1つずつ通じ、エレベーターは南西に通じる。
各ホーム西端の改札からの階段はブロードウェイのヘーブメイヤー・ストリート付近に通じる。

## 大衆文化の中で
- 2012年の映画『ディクテーター 身元不明でニューヨーク』内で登場する"Little Wadiya"と呼ばれる地区は当駅付近をイメージしている。これはウィリアムズバーグのハイドジックユダヤ人コミュニティの存在に関連している可能性もある[10]。